# الموتوكروس المحترف للسيدات

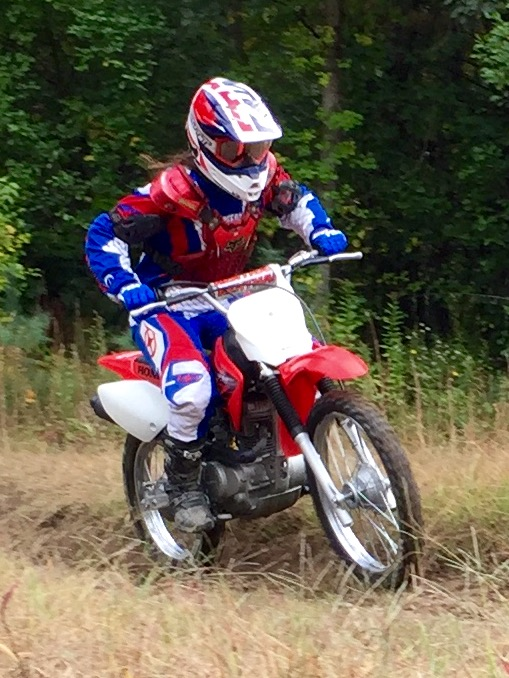

- الموتوكروس المُحترف للسيدات هي رياضة سباقات على الطرق الوعرة يتم تسابقها على دراجة ترابية حول حلبة، وهناك العديد من الدراجات يتجولون في كل مرة وأول مُتسابق يكمل العدد المطلوب من اللفات في أقصر فترة زمنية يفوز.
- دوري موتوكروس للسيدات منفصل عن موتوكروس الرجال بسبب القواعد المختلفة، وكذلك أحجام الدراجات المختلفة. تتسابق النساء عمومًا على دراجات بوزن 125 سي سي أو 250 سي سي لأنها ليست كبيرة بما يكفي لركوب 450 سي سي،[1] هذه الاختلافات تجعل من الصعب على الرجال والنساء التنافس معًا مهما كان ذلك مسموحًا به، تتنافس النساء في سباقات AMA ولكن نادرًا ما يصلن إلى الحدث الرئيسي لأن دورات التدريب واللفات الحرارية ليست بالسرعة الكافية.
- يحظى موتوكروس المحترفات للسيدات بدعم من الدراجين المحترفين من الذكور أيضًا. يعتقد الدراجون الذكور أن تنمية الرياضة بأي طريقة ممكنة هو أمر إيجابي وأنه كلما زاد عدد الأشخاص الذين يركبون كلما كانت الرياضة أفضل، بالإضافة إلى الحصول على الدعم من الدراجين الذكور، بدأت الإناث في التقدم ودعم زملائهن أيضًا، من خلال مساعدة بعضهن البعض في التدريب والممارسة، وهناك دعم من كل من الذكور والإناث يساعد هذه الرياضة على المضي قدمًا بشكل كبير.[2]

## الخلفية والتاريخ
- بدأ موتوكروس في حوالي عام 1924 في أوروبا وانتشر بسرعة كبيرة إلى الولايات المتحدة بسبب الهجرة وانتقال العائلات للحصول على فرص العمل والحرية.[3] موتوكروس للمحترفين للسيدات هو دوري رياضي منظم حيث يمكن للإناث التنافس للحصول على المال والجوائز على أعلى مستوى في موتوكروس.
- بدأ سباق موتوكروس النسائي في أوروبا في أوائل الخمسينيات والستينيات من القرن الماضي وانتقل إلى الولايات المتحدة في منتصف الستينيات. كان هذا خلال الوقت الذي كانت فيه حركات المساواة النسائية قوية، مما ساعد الرياضة على النمو.
- في عام 1971، كانت كيري كلايد أول امرأة تحصل على رخصة قيادة موتوكروس احترافية، والتي تم إلغاؤها بعد اكتشاف أنها امرأة. عند معالجة أوراق ترخيصها، لم يكن السجل يعرف أنها أنثى لأنه لم يكن هناك صندوق يشير إلى هذه المعلومات. عندما ظهرت في السباق الأول في أوناديلا، قيل لها إنها لا تستطيع التسابق لأنها امرأة. ثم توجهت كيري إلى المحكمة واستردت رخصتها في النهاية. ومع ذلك، كانت هذه هي المرة الأولى في التاريخ التي أدركت فيها النساء أنه بإمكانهن أن يصبحن محترفات في عالم موتوكروس.

### أول بطولة وطنية
- في عام 1974، أقيمت أول بطولة وطنية لبودر باف، والتي كانت المرة الأولى التي تكون فيها البطولة الوطنية للسيدات متاحة لراكبات موتوكروس في الولايات المتحدة. كان «مسحوق بودرة» أو «باودر بف» حدث هام للموتوكروس للسيدات حيث يمكن للسيدات أن يتسابقن في التصفيات من أجل التأهل للحدث الرئيسي، أو السباق الأخير مع فرصة للفوز بالبطولة.
- في عام 1975، تم تغيير اسم الحدث من بطولة باودر باف الوطنية إلى بطولة موتوكروس الوطنية للسيدات, أقيمت البطولة على مدار العام على التوالي من عام 1975 حتى اليوم، على الرغم من عدم عقد السباقات في عامي 1982 و 1986. في عام 1996، تم تأسيس دوري موتوكروس النسائي (WML) بعد أن أقيمت أول بطولة سوبركروس للسيدات في عام 1995.[4] وبسبب هذا، سُمح لـ WML بتقديم التماس ليكون جزءًا من بطولة AMA Pro موتوكروس، والتي تضمنت رتب وسباقات الرجال. أدى ذلك إلى إنشاء جمعية موتوكروس النسائية، التي تأسست في عام 2004 وتم بيعها لشركة MX Sports ، وهي شركة موتوكروس كبيرة، في عام 2009. ويسمح بيع هذا لرياضة موتوكروس للسيدات أن تظل جزءًا دائمًا من موتوكروس للرجال وصناعة موتوكروس. . تسبب هذا أيضًا في تغيير تسمية WMA إلى WMX ، بحيث تتناسب مع بقية الشركة. من أجل الحفاظ على سباقات النساء.
- بدأت فرق المصانع في تقديم عقود لراكبات الدراجات النارية حتى تتمكن من حمل النساء على سباق الدراجات النارية. فرق المصانع من الشركات الكبرى والشركات الرئيسية التي تنتج وتوزع الدراجات النارية. هناك أكثر من 250 فريق مصنع في الولايات المتحدة وحدها بما في ذلك الفرق الرئيسية سوزوكي وياماها وهوندا و KTM وكاواساكي،[5] بدون هذه الرعاية والعقود، يكاد يكون من المستحيل على أي شخص أن يدعم فريق سباق محترف بمفرده، فإن التكلفة باهظة. من أجل الحصول على جولة في المصنع، كان على النساء إثبات أنهن في صدارة اللعبة وأنهن على استعداد للعمل الجاد وتخصيص الساعات بالضرورة للتحسن. التدريب الذي يتحملونه يتجاوز مجرد ركوب دراجتهم الترابية، فهو يحدث في صالة الألعاب الرياضية وعلى الدراجات الهوائية أيضًا، عمل هؤلاء الدراجون للحصول على أفضل الدراجات التي يمكن أن يشتريها المال، لأنهم إذا لم يفعلوا ذلك، فسيكونون عاطلين عن العمل ولن يتمكنوا أيضًا من دعم سباقاتهم. تتكلف أكثر من 200000.00 دولار سنويًا لراكب موتوكروس النخبة ليكون جاهزًا للموسم. وهذا يشمل الحصول على أفضل دراجة، وأفضل المدربين، وقطع الغيار، وطريقة لإيصال الدراجات إلى المسار الصحيح، وتكاليف الوقود والعديد من النفقات الأخرى.[6]

## الثقافة حول الموتوكروس للسيدات
- إن موتوكروس السيدات مليء بالأشخاص الذين لا يتمتعون بعقلية الإقلاع عن التدخين وغالبًا ما يُسمعون وهم يقولون أشياء مثل «لن أترك حتى لا أستطيع جسديًا الركوب». هذه العقليات هي التي تبقي الرياضة حية وبصحة جيدة، فبدونها كانت ستموت منذ زمن بعيد.
- إن موتوكروس السيدات هي رياضة تتطلب التفاني والعمل المستمر، لذلك يجب أن يكون الأشخاص المشاركون فيها، سواء الفرسان والفرق، أقوياء عقليًا. من أجل إنجاح هذه الرياضة، كان على النساء أن يعملن بجد وأن يكن قويات عقليًا، لم يسمعن الكلمة أكثر من مرات كثيرة ولكنهن واصلن ذلك.
- إن امتلاك عقلية قوية هو ما يسمح للرياضة النسائية على المستوى المهني أن تكون ناجحة. تتطلب سباقات النساء المحترفات، مثل نظيرتها من الذكور، ساعات من التدريب حتى تكون في القمة. هذا الدوري مليء فقط بأفضل الدراجين وأنجح النساء، لذلك بدون الجانب العقلي، لن تتمكن هؤلاء النساء من المنافسة في الدوري.
- يلعب المستوى البيولوجي للصلابة العقلية دورًا كبيرًا في نجاح هذه الرياضة، فالمرأة التي لديها آباء لم يسمحوا لهم بالإقلاع عن التدخين والذين دفعوهن بقوة أكبر مما اعتقدن أنه يمكن دفعهن، غالبًا ما كن في المقدمة لأنهن تلقين تدريبات. عدم الإقلاع عن التدخين. هناك أسباب فسيولوجية تجعل بعض الرياضيين يمتلكون القدرة على أن يكونوا الأفضل، والطريقة التي يعمل بها عقولهم والإفرازات الهرمونية في أجسامهم تسمح لهم بدفع أنفسهم بقوة ولمدة أطول من الشخص العادي. كان في أذهانهم وقلبهم أن يكونوا الأفضل، تمامًا مثل أي رياضي آخر، فإن الطريقة التي يؤدي بها المنافس وظيفته تقول الكثير عن هويتهم كشخص، وإلى أي مدى هم على استعداد للذهاب من أجل الفوز.[7]

## المتسابقة الأكثر تأثيراً
هناك متسابقة تبرز عند الحديث عن موتوكروس للسيدات هي آشلي فيوليك، ولديها القدرة على تجاوز العالم الطبيعي أكثر مما هو متُوقع، إنها أسرع أنثى على الحلبة وهذا معروف، ولديها ثقة في أن معظم النساء يحلمن بأخذ كل لفة لما هو عليه ولديهافِكر ودوافع تسمح لها بمواصلة الدفع والتقدم.

### أشلي فيوليك

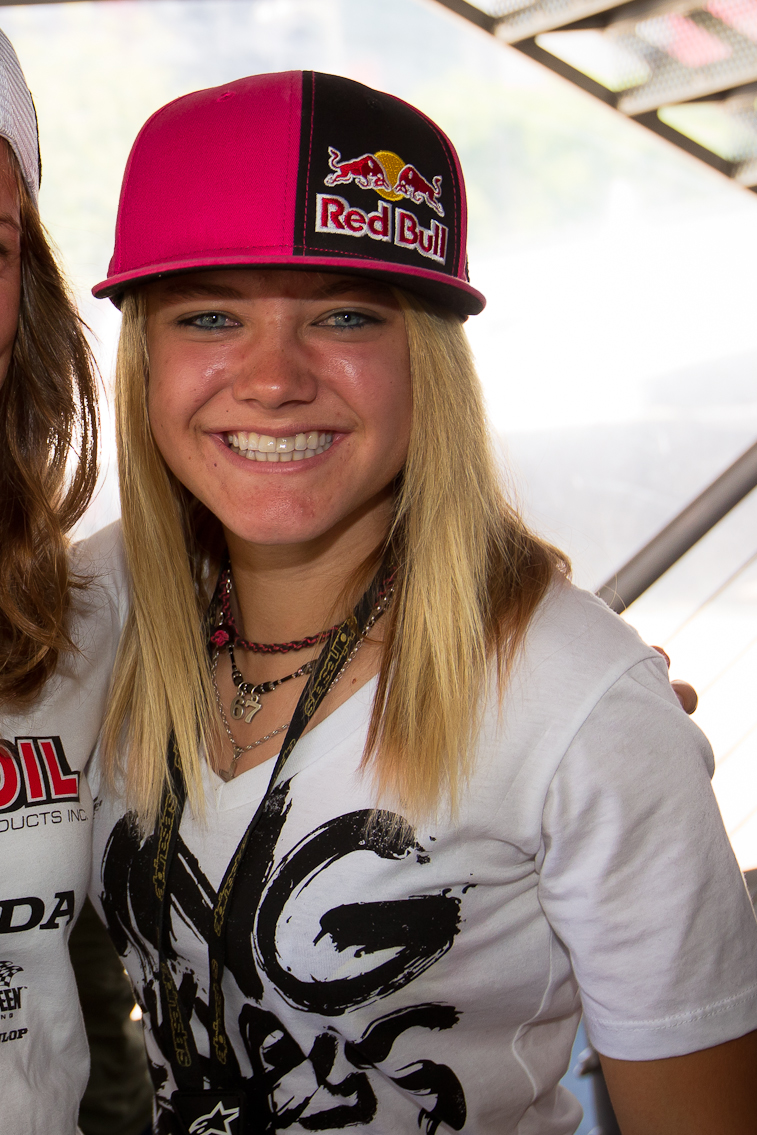
أشلي فيوليك

1. آشلي فيوليك، من مواليد ديربورن ميشيغان، وُلدت في 22 أكتوبر 1990، هي الفارس الأكثر إنجازًا في هذا الجيل.
2. لقد فازت في سباقات الهواة والمحترفين أكثر من أي شخص آخر في فئتها العمرية وظلت في الصدارة لأطول فترة من الزمن. ولدت صماء وهو أحد أهم أسباب بدء السباق. نظرًا لأن آشلي لم تكن قادرة على السماع والمشاركة بسهولة في الرياضات الجماعية، فقد اختارت الموتوكروس نظرًا لحقيقة أنها يمكن أن تفعل ذلك بنفسها وليس عليها التحدث أو سماع أي شيء آخر غير الدراجة.[9]
3. كونها صماء كانت واحدة من أعظم مزاياها أثناء السباق لأنها لم تستطع سماع ما يجري خارج المضمار، كان عليها فقط التركيز على ما كانت تفعله مما سمح لها بالاتصال والتركيز على مستوى عليمن مُعظم الدراجين الآخرين اللذين كانوا غير قادرين على القيام به. إنها قادرة على السير في المضمار وحجب كل شيء بخلاف الأشياء التي تركز عليها، مثل القفز والانعطاف وتمرير المنافسين.
4. بدأت آشلي سباقات الدراجات الترابية عندما كانت في السابعة من عمرها وهي تتسابق منذ ذلك الحين. أشلي هي متسابقة لمصنع لفريق هوندا، وقد وقعت معهاعقداً منذ أن كانت صغيرة. يقدمون لها الدعم الذي تحتاجه من أجل تشغيل أنظف دراجة وأنجحها على المضمار. من خلال رعايتهم، تستطيع آشلي ركوب واحدة من أفضل الدراجات المتاحة. في سن مبكرة من 21، ابتعدت أشلي فيوليك عن السباقات في المحترفين بسبب العقود المستحيلة ولأن الرياضة التي أحبتها كانت تأخذ منعطفًا لم ترغب في مواصلته. تقوم آشلي الآن بتدريب الدراجين الأصغر سنًا ليكونوا أفضل متسابقين ممكنين. على الرغم من وجود فرسان مؤثرين آخرين في موتوكروس للسيدات، لا يحمل أي منهم نفس قائمة الإنجازات التي تمتلكها أشلي فيوليك .[8]